# Данзас
Данзас — французский дворянский род, одна из ветвей которого поступила во время Французской революции на русскую службу и была приписана 16 марта 1803 года к курляндскому дворянству:
- Жан Батист д’Анзас (Иван Иванович; 1738—1821), эльзасский королевский прокурор, который, будучи приговорён революционным трибуналом к казни, бежал в Россию, где обосновался на мызе Кемполово Царскосельского уезда.
  - Шарль (Карл Иванович) (1764—1831) — генерал-майор русской службы, шеф Таврического гренадерского полка.
    - Борис Карлович (1799—1868) — обер-прокурор Сената, действительный тайный советник.
    - Константин Карлович (1801—1870) — генерал-майор, друг А. С. Пушкина, секундант на его дуэли с Дантесом.
    - Александр Карлович (1802—1845) — полковник гвардии.
    - Антон Карлович (1805—1849) — был женат на дочери Д. А. Закревского Елизавете (1815—1866) .
      - Борис Антонович (1838—1894) — действительный статский советник (с 1883), дипломат: секретарь посольства в США, затем — советник посольства в Дрездене.

    - Карл Карлович (1806—1885) — Тамбовский гражданский губернатор, тайный советник.
      - Николай Карлович (1843—1888) — дипломат, секретарь миссии в Афинах; действительный статский советник (с 1886).
        - Яков Николаевич (1876—1943) — действительный статский советник, камергер; в эмиграции — сотрудник Берлинских музеев.
        - Юлия Николаевна (1879—1942) — фрейлина, участница Первой мировой войны, осуждённая по делу «русских католиков».

    - Генрих Карлович (1808 — после 1833)

  - Жан Луи Лорен (Логин Иванович; 1770—1836) — генерал-майор (с 1819), помощник директора пажеского корпуса, гофмейстер.
    - Александр Логинович (1810—1880) — председатель Главного военного суда, генерал от инфантерии.
    - Николай Логинович (1816—1855) — подполковник лейб-гвардии сапёрного полка, погиб в Крымскую войну.

  - Жан-Батист (1778—?) — родоначальник марсельской ветви Данзасов.

К этому роду не относится армянский режиссёр, актер драмы и оперетты Гайк Бинаян (1899—1977), который в советское время принял псевдоним «Данзас». В оперетте также выступала его супруга Изабелла Григорьевна Данзас (1908—1994).